# Reliquienschrein

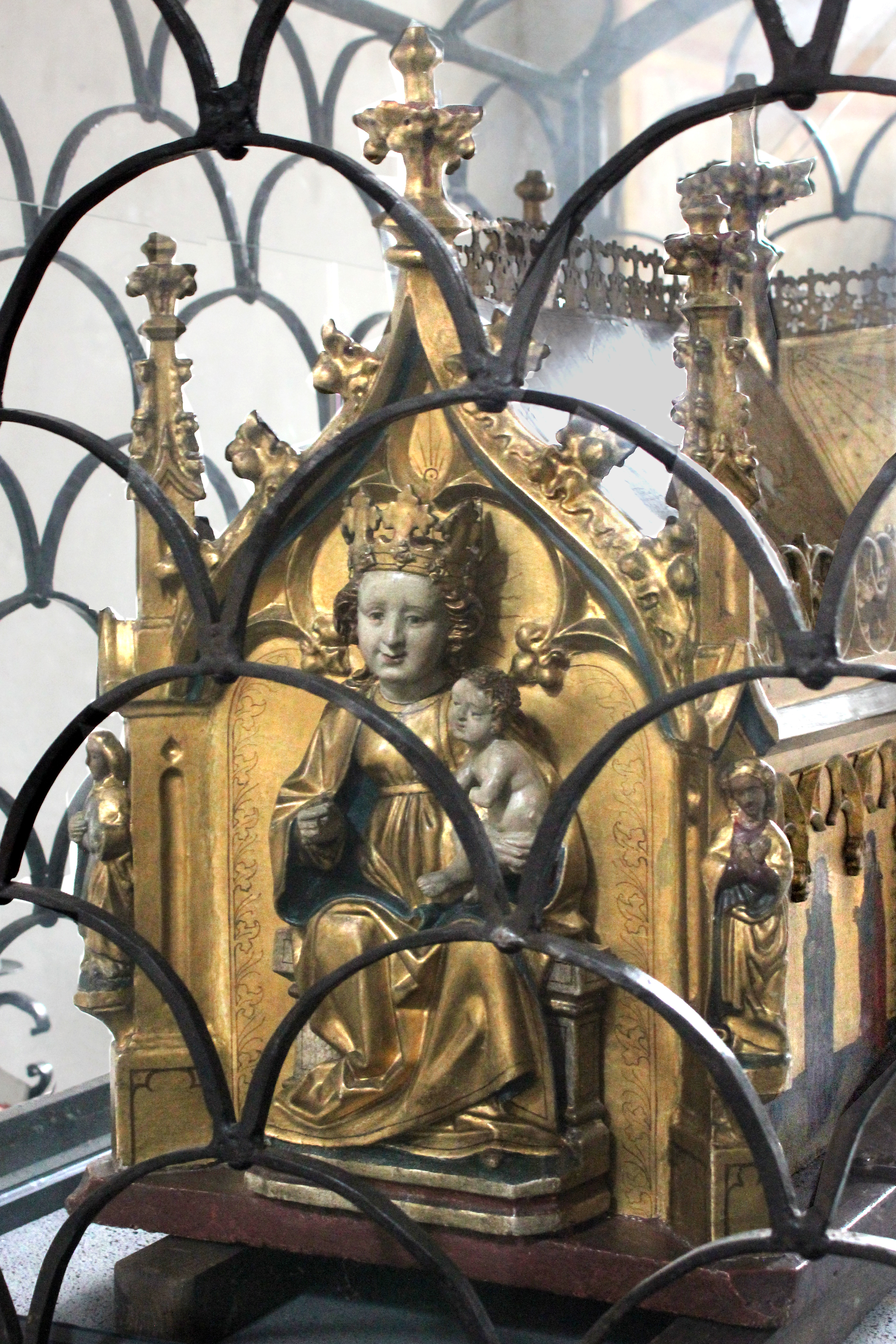
Castorschrein in Karden

Der Ausdruck Reliquienschrein bezeichnet einen Schrein, in dem die Reliquien eines oder mehrerer Heiliger aufbewahrt werden. Die erhaltenen Exemplare sind meist kostbar und aufwendig mit Gold und Edelsteinen verziert und werden in Kirchen gezeigt.
Reliquienbehältnisse kennt man in vielen Religionen: Katholizismus, Buddhismus (z. B. Bimaranreliquiar, Kanischka-Reliquiar)

## Deutschland

### Entstehung von Reliquienschreinen
Die Verehrung von Reliquien christlicher Heiligen lässt sich bis in die Frühzeit des Christentums zurückverfolgen, wobei in frühchristlicher Zeit die Gebeine in Katakomben oder Gräberfeldern beigesetzt, um die sich ein Gedächtniskult entwickelte. Da gegen Ende der Christenverfolgung kaum neue Märtyrer entstehen konnten, wurden Gebeine der Heiligen aus den Katakomben in die neu gebauten Kirchen übernommen, damit diese den liturgischen Voraussetzungen für die Feier von Gottesdiensten gerecht werden konnten. Durch die Christianisierung von Europa konnte der Bedarf an Reliquien nicht mehr ausreichend gedeckt werden, was zur Zerteilung der Heiligenleiber führte.
Im 9. und 10. Jahrhundert entwickelte sich der Ritus, Gebeine von Heiligen für kurze Zeit in ihren Behältnissen bei Prozessionen mitzuführen und auf Altären auszustellen. Im 11. Jahrhundert wurde damit begonnen, die Reliquien in Schreinen unterzubringen und zu präsentieren; diese Gehäuse wurden aufwendig und kostbar gestaltet und erhielten in den Kirchen einen erhöhten Platz auf oder einen Platz hinter dem Altar.
Die Blütezeit der Reliquienschreine lässt sich in die staufische Zeit zurückverfolgen, in der der Reichsgedanke stark vom christlichen Glauben geprägt war. Viele der verwendeten edlen Steine auf den Schreinen kamen aus den Besitztümern von Kirchen, Fürsten, Rittern und Bürgern. Mitunter fielen Reliquienschreine Diebstählen zum Opfer, weshalb der ursprünglich angebrachte Schmuck häufig fehlt.

### Verbreitung
Geographisch beschränken sich die deutschen Reliquienschreine fast ausschließlich auf das Maas- und Rheinland und das alte Lotharingien. Der schematische Aufbau und die stilistischen Darstellungsweisen unterscheiden sich je nach Herstellungszeit und Herstellungsraum. Die oftmals architektonische Gestaltung der Reliquienschreine weist Parallelen zu Kirchenbauten auf. Anhand des Aufbaus von einer Vielzahl der erhaltenen Reliquienschreine ist anzunehmen, dass mehrere Meister an einem Schrein arbeiteten. Teilweise wurden die Schreine im Verlauf ihrer Nutzungszeit in ihrer Gestaltung verändert oder durch neue Beschläge ergänzt.

### Verehrung der Schreine
Reliquienschreine waren in den Gottesdiensten und im religiösen Leben ihrer Zeit fest verankert. Die äußerliche Gestaltung der Reliquienschreine sollte die Bedeutsamkeit des Inhalts sichtbar machen. Das verwendete Gold galt als Verweis auf die Versionen der geheimen Offenbarung Johannes und „stellt die Schönheit, Reinheit und Würde des Himmels dar“.
Die Nähe zu den Reliquien war für ihre Verehrung von großer Bedeutung. Deshalb wurden die Schreine in den Kirchen in erhöhter Position aufgestellt, sodass Gläubige in Prozessionen darunter durchschreiten und ihre Hand an die Unterseite anlegen konnten. Die Tradition des Unterschreitens schließt an die Apostelgeschichte (5,15) an, in der vom Schatten Perti die Heilung von Kranken erhofft wurde.
Bekannte Reliquienschreine in Deutschland sind
- im Aachener Dom: Marienschrein mit Windeln und Lendentuch Jesu, Kleid von Maria und dem Enthauptungstuch von Johannes dem Täufer
- im Kölner Dom: Dreikönigenschrein mit den Reliquien der Heiligen Drei Könige
- in der Pfarrkirche St. Hildegard und St. Johannes d. T. in Eibingen im Rheingau: Reliquien der Hildegard von Bingen.
- in der Pfarrkirche St. Servatius in Siegburg, Rheinland: Annoschrein, der Benignusschrein, der Honoratusschrein, der Mauritius- und Innocentiusschrein sowie der Apollinarisschrein.
- in der Marburger Elisabethkirche: Reliquienschrein der Heiligen Elisabeth (der allerdings seit 1539 keine Reliquien mehr enthält)
- Prudentiaschrein in der Probsteikirche St. Stephanus in Beckum, wertvollster Reliquienschrein Westfalens
- Bentlager Reliquiengärten im Kloster Bentlage in Rheine (Nordrhein-Westfalen)
- der Schrein im Breisacher Stephansmünster
- Schrein des Willebold von Berkheim in Berkheim in Oberschwaben.
- im Hildesheimer Dom: Schrein des hl. Epiphanius von Pavia und Schrein des hl. Godehard
- Castorschrein in der Stiftskirche St. Castor in Treis-Karden

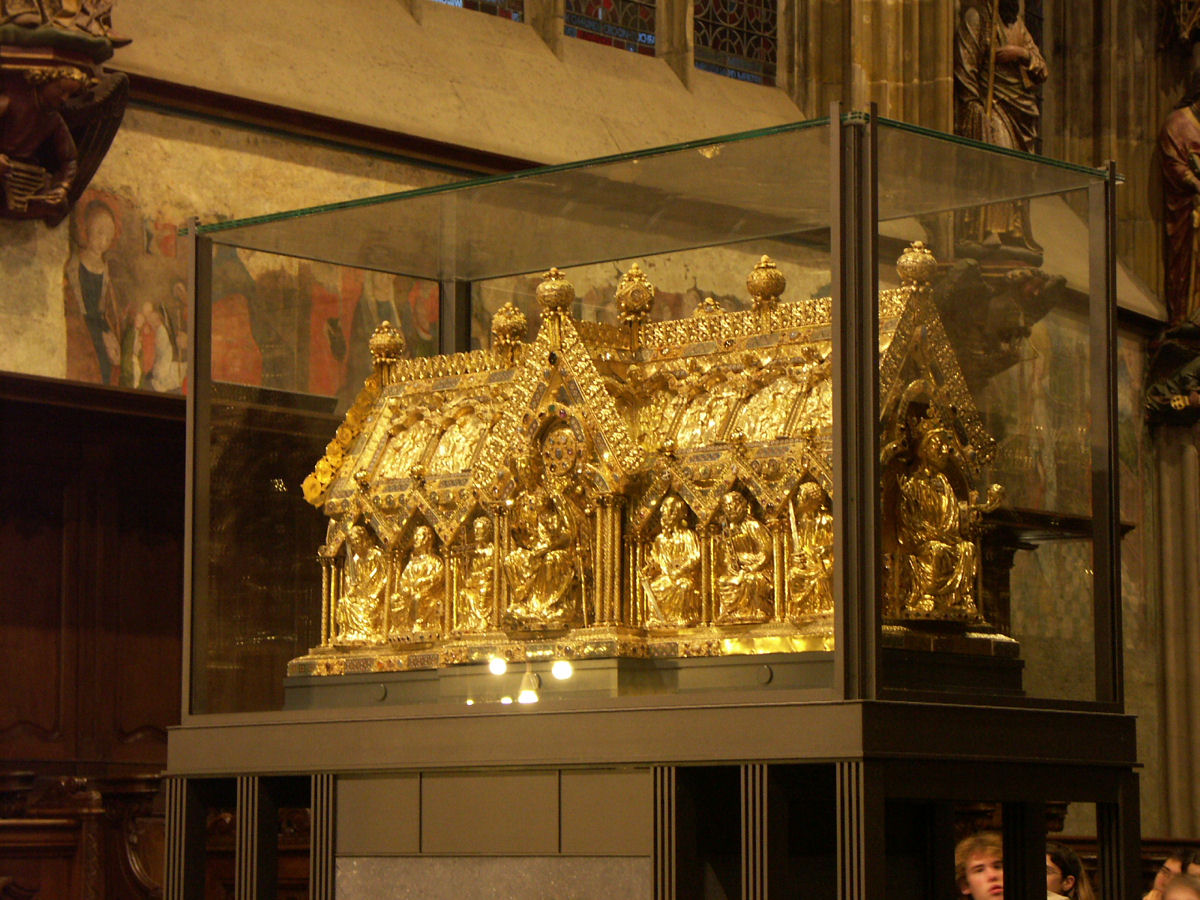
Marienschrein im Aachener Dom
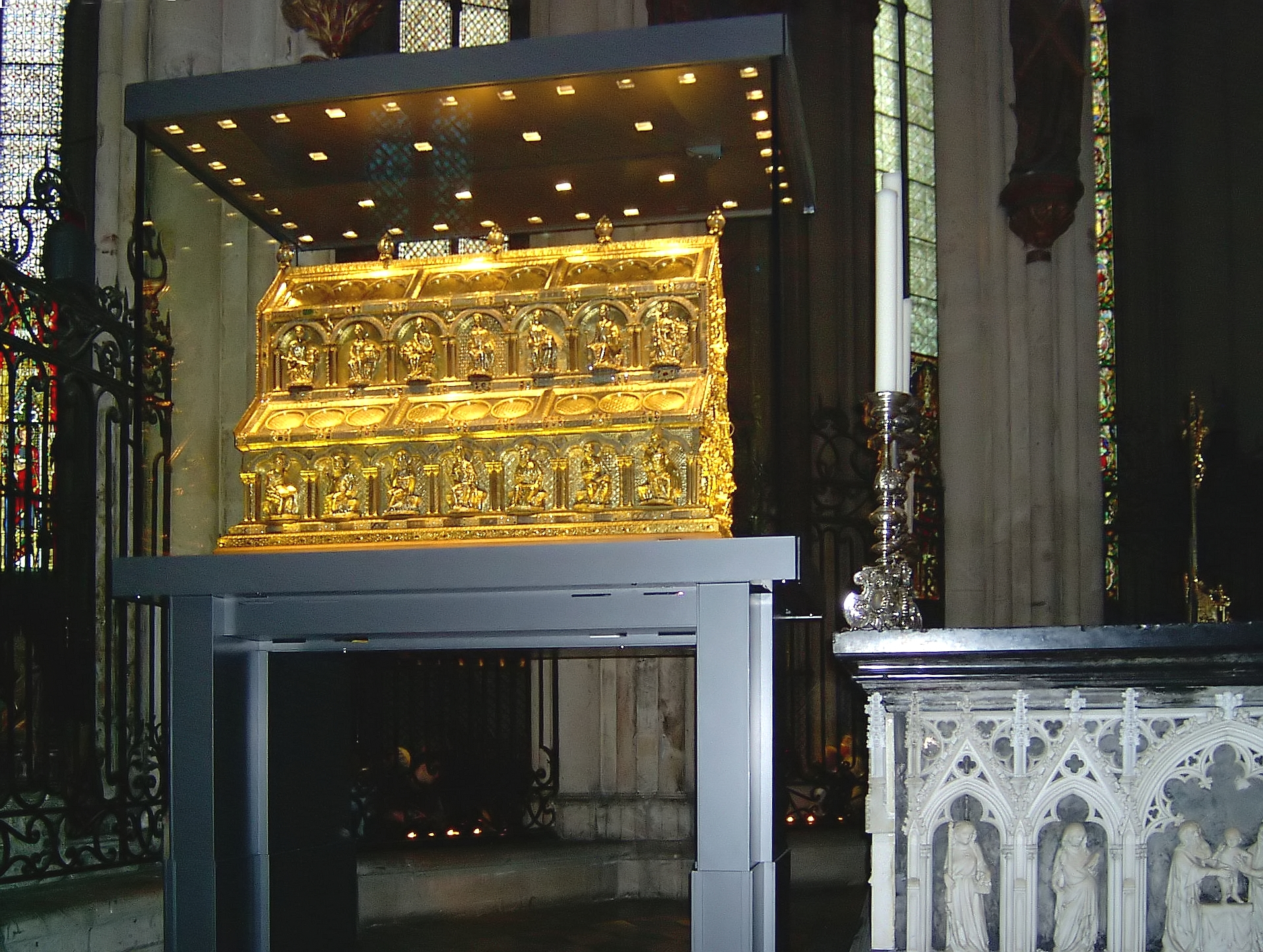
Dreikönigenschrein im Kölner Dom
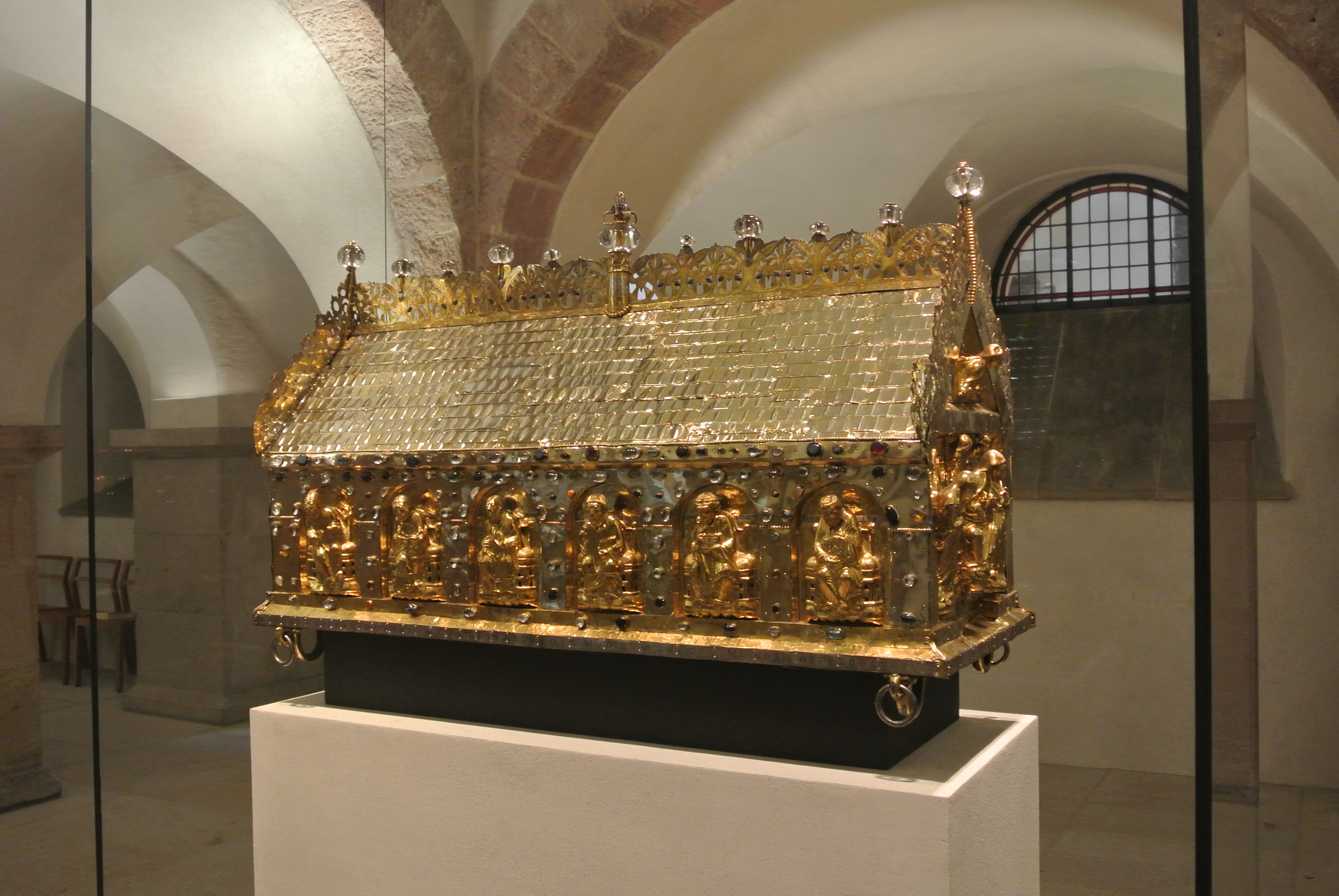
Schrein des heiligen Godehard im Hildesheimer Dom
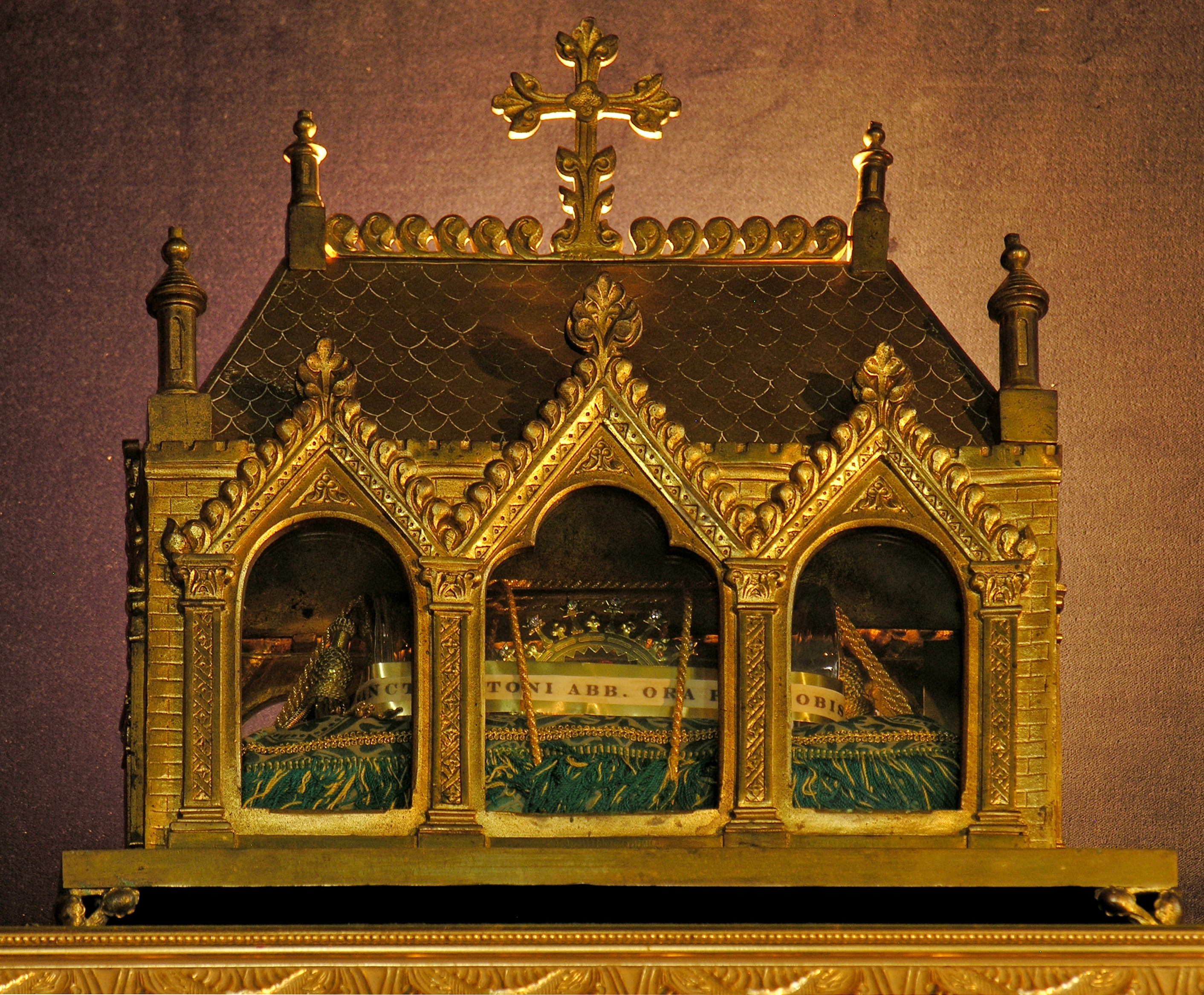
Schrein des Hl. Antonius der Große in der Eremitenkirche zu Warfhuizen.
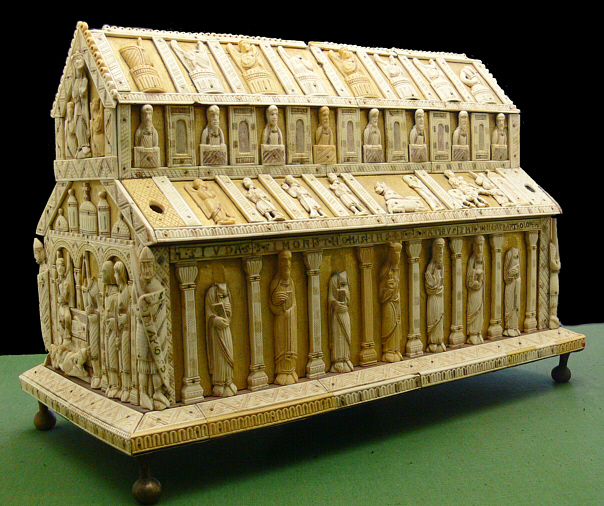
Reliquienschrein, Köln um 1200 (heute im Landesmuseum Württemberg, Stuttgart)
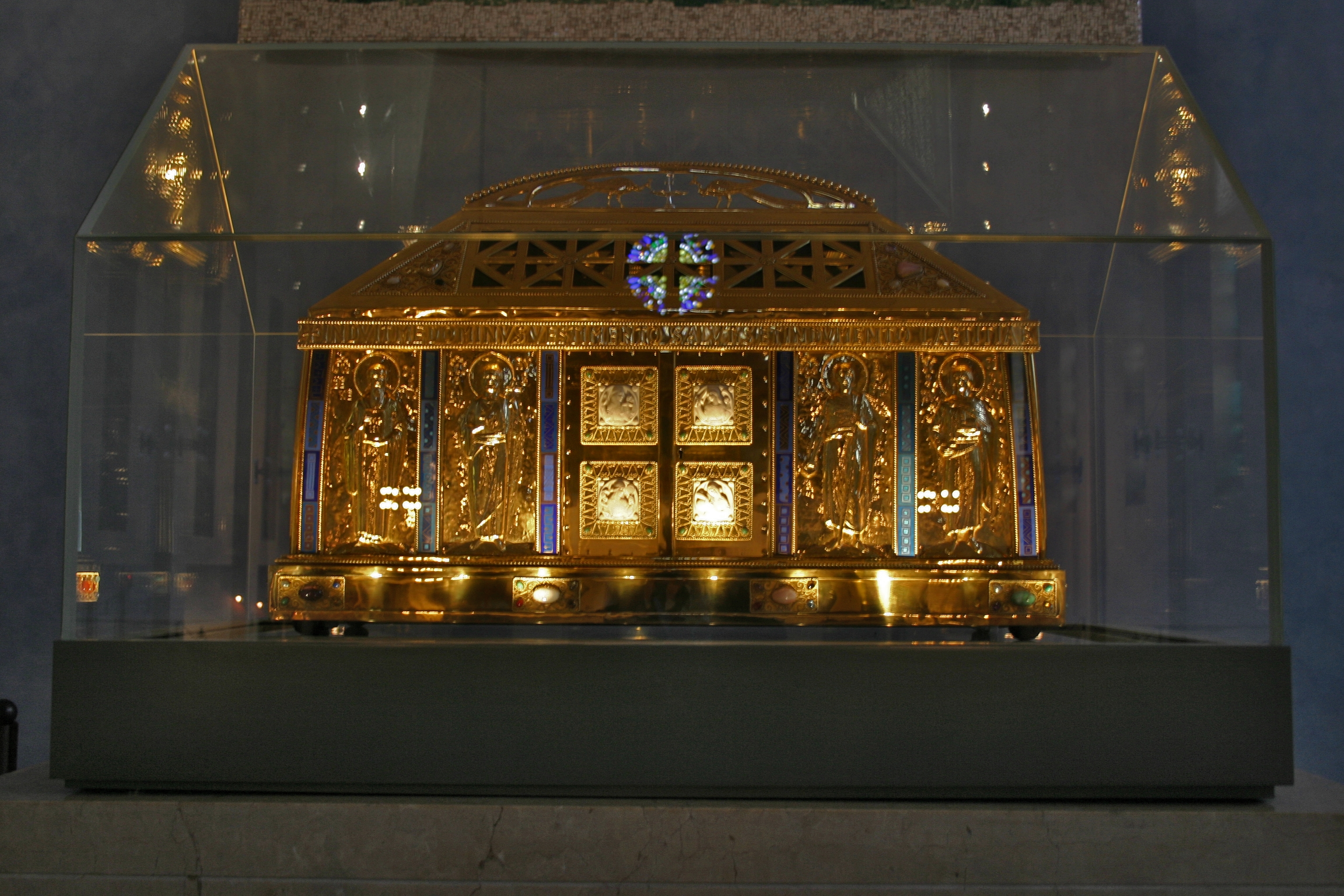
Schrein mit den Gebeinen der heiligen Hildegard von Bingen in der Pfarrkirche von Eibingen
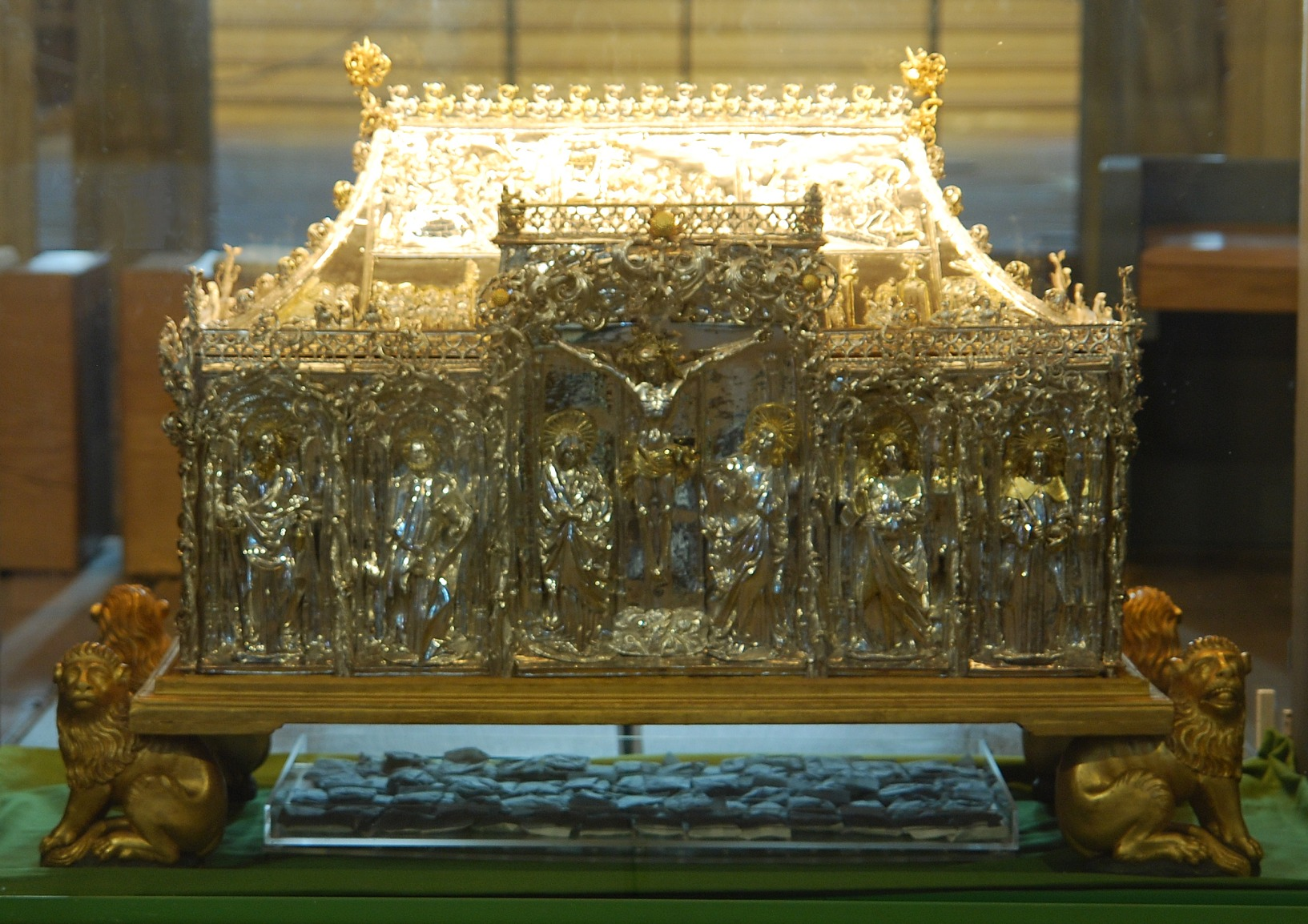
Silberschrein im Breisacher Stephansmünster
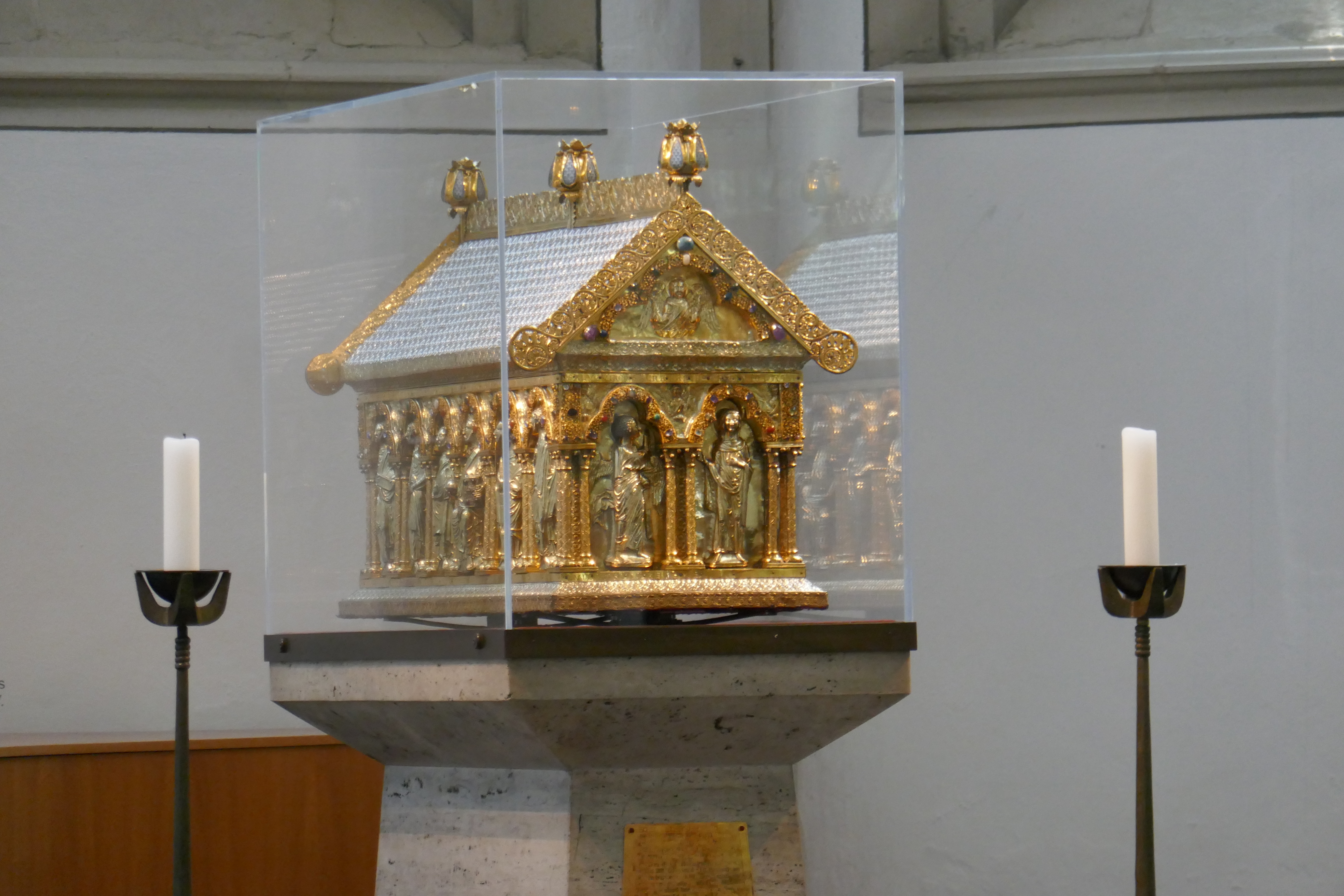
Prudentiaschrein, St. Stephanus, Beckum

## Weitere Reliquienschreine im Ausland

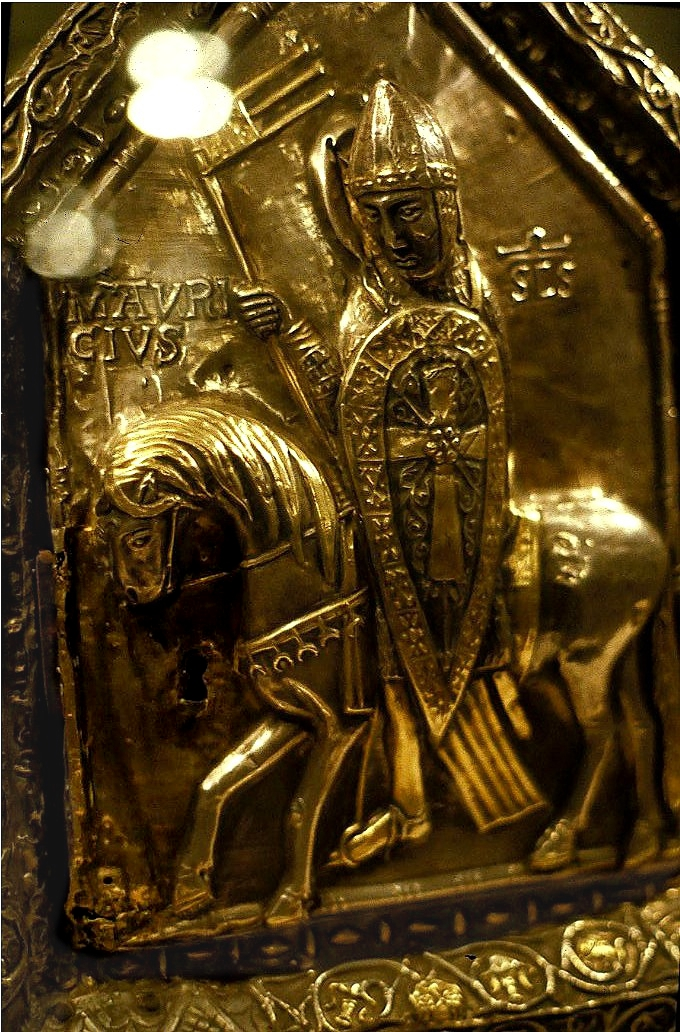
Sigismundschrein in Saint-Maurice

- Schrein des hl. Sicarius von Brantôme, Frankreich
- Arqueta de Sant Martirià, Spanien
- Mortuary House von Saul, Irland
- St.-Manchán-Schrein, Irland
- St.-Maurus-Schrein, Tschechien
- Sigismundschrein in der Abtei Saint-Maurice